# تشا تشا مالون
تشا تشا مالون (بالإنجليزية: Cha Cha Malone)‏ هو كاتب أغاني ومغني وملحن أمريكي، ولد في 25 مايو 1987 في سياتل في الولايات المتحدة.

## وصلات خارجية
- الموقع الرسمي
- تشا تشا مالون على موقع ميوزك برينز (الإنجليزية)
- تشا تشا مالون على موقع ميوزك برينز (الإنجليزية)